# Xana (cantora)
Alexandra Margarida Moreira do Carmo (Lisboa, 5 de abril de 1965), conhecida como Xana, é uma cantora portuguesa, vocalista da banda Rádio Macau.
Durante os diversos interregnos da sua banda, Xana gravou dois álbuns a solo.
Em 1995 Xana é convidada por Manuel Faria a participar na compilação de Natal "Espanta Espíritos" com o tema original "Final Do Ano (Zero a Zero)".
Foi namorada do Zé Pedro, dos Xutos & Pontapés, durante alguns anos.
Licenciou-se em Filosofia, fazendo depois o doutoramento com o tema: A obra de arte na fenomenologia, a partir de Henry Maldiney.

## Discografia

### A solo
- 1994- As Meninas Boas Vão para o Céu, as Más para Todo o Lado (BMG)
- 1998- Manual de Sobrevivência (NorteSul)

### Com Rádio Macau
- 1984 - Rádio Macau
- 1986 - Spleen
- 1987 - O Elevador da Glória
- 1989 - O Rapaz do trapézio voador
- 1992 - A Marca amarela
- 2000 - Onde o tempo faz a curva
- 2001 - A Vida num só Dia - Best Of (1984 - 2001) (compilação)
- 2003 - Acordar
- 2004 - Grandes Êxitos (compilação)
- 2005 - Disco pirata (reedição)
- 2008 - 8

### Colaborações
- 1995 - Espanta Espíritos - "Final Do Ano (Zero a Zero)"